# Stadi europei per capienza

## Impianti esistenti
| Ord. |  | Stadio                             | Capienza                                    | Città                                      | Paese                | Squadra/e ed eventi                                                                    | Anno di apertura | Categoria UEFA |
| ---- |  | ---------------------------------- | ------------------------------------------- | ------------------------------------------ | -------------------- | -------------------------------------------------------------------------------------- | ---------------- | -------------- |
| 1    |  | Camp Nou                           | 99.540                                      | Barcellona                                 | Spagna               | Barcellona                                                                             | 1957             | 4              |
| 2    |  | Wembley Stadium                    | 90.000                                      | Londra                                     | Regno Unito          | Nazionale di calcio dell'Inghilterra                                                   | 2007             | 4              |
| 3    |  | Croke Park                         | 82.300                                      | Dublino                                    | Irlanda              | Calcio gaelico e hurling (sport gaelici)                                               | 1884             |                |
| 4    |  | Twickenham Stadium                 | 82.000                                      | Londra                                     | Regno Unito          | Federazione di rugby a XV dell'Inghilterra Nazionale di rugby a 15 d'Inghilterra       | 1909             |                |
| 5    |  | Signal Iduna Park                  | 81.365 (massima) 66.099 (capienza limitata) | Dortmund                                   | Germania             | Borussia Dortmund                                                                      | 1974             | 4              |
| 6    |  | Stade de France                    | 81.338                                      | Parigi                                     | Francia              | Nazionale di calcio della Francia Nazionale di rugby a 15 della Francia Stade Français | 1998             | 4              |
| 7    |  | Stadio Santiago Bernabéu           | 81.044                                      | Madrid                                     | Spagna               | Real Madrid                                                                            | 1947             | 4              |
| 8    |  | Stadio Giuseppe Meazza             | 78.275 (massima attuale)                    | Milano                                     | Italia               | Inter Milan                                                                            | 1926             | 4              |
| 9    |  | Lužniki                            | 78.011                                      | Mosca                                      | Russia               | Nazionale di calcio della Russia                                                       | 1956             | 4              |
| 10   |  | Old Trafford                       | 75.881                                      | Manchester                                 | Regno Unito          | Manchester United                                                                      | 1910             | 4              |
| 11   |  | Stadio olimpico Atatürk            | 75.145                                      | Istanbul                                   | Turchia              | Nazionale di calcio della Turchia                                                      | 2001             | 4              |
| 12   |  | Allianz Arena                      | 75.021                                      | Monaco di Baviera                          | Germania             | Bayern Monaco                                                                          | 2005             | 4              |
| 13   |  | Millennium Stadium                 | 74.500                                      | Cardiff                                    | Regno Unito          | Nazionale di rugby a 15 del Galles Nazionale di calcio del Galles                      | 1999             | 4              |
| 14   |  | Olympiastadion                     | 74.475                                      | Berlino                                    | Germania             | Hertha Berlino                                                                         | 1936             | 4              |
| 15   |  | Stadio Olimpico                    | 70.634                                      | Roma                                       | Italia               | Roma Lazio Nazionale italiana di rugby                                                 | 1953             | 4              |
| 16   |  | Stadio Olimpico                    | 70.050                                      | Kiev                                       | Ucraina              | Nazionale di calcio dell'Ucraina Dinamo Kiev Šachtar                                   | 1923             | 4              |
| 17   |  | Stadio Olimpico Spyros Louis       | 69.618                                      | Atene                                      | Grecia               | AEK Atene Panathīnaïkos                                                                | 1982             | 4              |
| 18   |  | Olympiastadion                     | 69.250                                      | Monaco di Baviera                          | Germania             | Atletica                                                                               | 1972             | 4              |
| 19   |  | Stadio Olimpico                    | 68456                                       | Madrid                                     | Spagna               | Atlético Madrid                                                                        | 2017             | 4              |
| 20   |  | Ferenc Puskàs Arena                | 67.889                                      | Budapest                                   | Ungheria             | Ungheria                                                                               | 2019             | 4              |
| 21   |  | Stadio di Murrayfield              | 67.144                                      | Edimburgo                                  | Regno Unito          | Nazionale di rugby a 15 della Scozia Edimburgo                                         | 1925             |                |
| 22   |  | Vélodrome                          | 67.054                                      | Marsiglia                                  | Francia              | Olympique Marsiglia                                                                    | 1937             | 4              |
| 23   |  | Estádio da Luz                     | 64.642                                      | Lisbona                                    | Portogallo           | Benfica                                                                                | 2003             | 4              |
| 24   |  | Stadio San Pietroburgo             | 64.468                                      | San Pietroburgo                            | Russia               | Zenit San Pietroburgo                                                                  | 2017             | 4              |
| 25   |  | Veltins-Arena                      | 62.271                                      | Gelsenkirchen                              | Germania             | Schalke 04                                                                             | 2001             | 4              |
| 26   |  | Tottenham Hotspur Stadium          | 62.062                                      | Londra                                     | Regno Unito          | Tottenham Hotspur                                                                      | 2019             | 4              |
| 27   |  | Stadio Benito Villamarìn           | 60.720                                      | Siviglia                                   | Spagna               | Real Betis                                                                             | 1929             | 4              |
| 28   |  | Stadio Olimpico Lluís Companys     | 60.713                                      | Barcellona                                 | Spagna               | Atletica                                                                               | 1927             | 4              |
| 29   |  | Mercedes-Benz Arena                | 60.441                                      | Stoccarda                                  | Germania             | Stoccarda                                                                              | 1933             | 4              |
| 30   |  | Celtic Park                        | 60.411                                      | Glasgow                                    | Regno Unito          | Celtic                                                                                 | 1892             | 4              |
| 31   |  | Emirates Stadium                   | 60.260                                      | Londra                                     | Regno Unito          | Arsenal                                                                                | 2006             | 4              |
| 32   |  | London Stadium                     | 60.000                                      | Londra                                     | Regno Unito          | West Ham                                                                               | 2012             | 4              |
| 33   |  | Parc Olympique Lyonnais            | 59.186                                      | Lione                                      | Francia              | Olympique Lione                                                                        | 2016             | 4              |
| 34   |  | Stadio San Nicola                  | 58.270                                      | Bari                                       | Italia               | Bari                                                                                   | 1990             | 3              |
| 35   |  | Stadion Narodowy                   | 58.145                                      | Varsavia                                   | Polonia              | Nazionale di calcio della Polonia                                                      | 2011             | 4              |
| 36   |  | Estadio Olímpico de la Cartuja     | 57.619                                      | Siviglia                                   | Spagna               | Nazionale di calcio della Spagna                                                       | 1999             | 4              |
| 37   |  | Volksparkstadion                   | 57.000                                      | Amburgo                                    | Germania             | Amburgo                                                                                | 1953             | 4              |
| 38   |  | Arena Națională                    | 55.634                                      | Bucarest                                   | Romania              | FCSB Dinamo Bucarest Nazionale di calcio della Romania                                 | 2011             | 4              |
| 39   |  | Stadio Rajko Mitić                 | 55.538                                      | Belgrado                                   | Serbia               | Stella Rossa                                                                           | 1963             | 4              |
| 40   |  | Stadion Śląski                     | 55.211                                      | Chorzów                                    | Polonia              | GKS Katowice Górnik Zabrze Polonia Bytom Ruch Chorzów                                  | 1956             | 4              |
| 41   |  | Etihad Stadium                     | 55.097                                      | Manchester                                 | Regno Unito          | Manchester City                                                                        | 2002             | 4              |
| 42   |  | Semple Stadium                     | 55.000                                      | Thurles                                    | Irlanda              | Tipperary GAA                                                                          | 1910             |                |
| 43   |  | Johan Cruyff Arena                 | 54.990                                      | Amsterdam                                  | Paesi Bassi          | Ajax                                                                                   | 1996             | 4              |
| 44   |  | Stadio Diego Armando Maradona      | 54.726                                      | Napoli                                     | Italia               | Napoli                                                                                 | 1959             | 3              |
| 45   |  | Merkur Spiel-Arena                 | 54.600                                      | Düsseldorf                                 | Germania             | Fortuna Düsseldorf                                                                     | 2004             |                |
| 46   |  | Stadio Nazionale Boris Paichadze   | 54.549                                      | Tbilisi                                    | Georgia              | Dinamo Tbilisi Nazionale di rugby a 15 della Georgia                                   | 1976             | 4              |
| 47   |  | Stadio Hrazdan                     | 54.208                                      | Erevan                                     | Armenia              | Nazionale di calcio dell'Armenia                                                       | 1970             |                |
| 48   |  | Anfield                            | 54.074                                      | Liverpool                                  | Regno Unito          | Liverpool                                                                              | 1884             | 4              |
| 49   |  | Stadion im Borussia-Park           | 54.022                                      | Mönchengladbach                            | Germania             | Borussia Mönchengladbach                                                               | 2004             |                |
| 50   |  | San Mamés                          | 53.289                                      | Bilbao                                     | Spagna               | Athletic Bilbao                                                                        | 2013             | 4              |
| 51   |  | Ernst Happel Stadion               | 53.008                                      | Vienna                                     | Austria              | Nazionale di calcio dell'Austria Austria Vienna                                        | 1931             | 4              |
| 52   |  | St James' Park                     | 52.354                                      | Newcastle upon Tyne                        | Regno Unito          | Newcastle United                                                                       | 1880             | 4              |
| 53   |  | Türk Telekom Arena                 | 52.223                                      | Istanbul                                   | Turchia              | Galatasaray SK                                                                         | 2011             | 4              |
| 54   |  | Donbas Arena                       | 52.187                                      | Donec'k                                    | Ucraina              |                                                                                        | 2009             | 4              |
| 55   |  | Hampden Park                       | 51.866                                      | Glasgow                                    | Regno Unito          | Nazionale di calcio della Scozia Queen's Park F.C.                                     | 1903             | 4              |
| 56   |  | Aviva Stadium                      | 51.700                                      | Dublino                                    | Irlanda              | Nazionale di rugby a 15 dell'Irlanda nazionale di calcio della Repubblica d'Irlanda    | 2010             | 4              |
| 57   |  | Commerzbank-Arena                  | 51.500                                      | Francoforte                                | Germania             | Eintracht Francoforte                                                                  | 1925             |                |
| 58   |  | Stadio Atatürk                     | 51.295                                      | Smirne                                     | Turchia              | Göztepe A.Ş. Altay S.K.                                                                | 1971             |                |
| 59   |  | Stadion Feijenoord                 | 51.117                                      | Rotterdam                                  | Paesi Bassi          | Feyenoord                                                                              | 1937             | 4              |
| 60   |  | Ibrox Stadium                      | 50.817                                      | Glasgow                                    | Regno Unito          | Rangers                                                                                | 1899             | 4              |
| 61   |  | Friends Arena                      | 50.653                                      | Solna (Stoccolma)                          | Svezia               | Nazionale di calcio della Svezia AIK                                                   | 2012             | 4              |
| 62   |  | Stadio Pierre Mauroy               | 50.186                                      | Lilla                                      | Francia              | Lilla OSC                                                                              | 2012             | 4              |
| 63   |  | Stadio José Alvalade               | 50.095                                      | Lisbona                                    | Portogallo           | Sporting Clube de Portugal                                                             | 2003             | 4              |
| 64   |  | Stadio Re Baldovino                | 50.093                                      | Bruxelles                                  | Belgio               | Nazionale di calcio del Belgio                                                         | 1930             | 3              |
| 65   |  | Estádio do Dragão                  | 50.083                                      | Porto                                      | Portogallo           | F.C. Porto                                                                             | 2003             | 4              |
| 66   |  | Gaelic Grounds                     | 50.000                                      | Limerick                                   | Irlanda              | Limerick GAA                                                                           | 1926             |                |
| 67   |  | Max-Morlock-Stadion                | 50.000                                      | Norimberga                                 | Germania             | Norimberga                                                                             | 1928             |                |
| 68   |  | Fritz-Walter-Stadion               | 49.780                                      | Kaiserslautern                             | Germania             | Kaiserslautern                                                                         | 1920             |                |
| 69   |  | RheinEnergieStadion                | 49.698                                      | Colonia                                    | Germania             | 1. FC Colonia                                                                          | 1923             |                |
| 70   |  | Estadio de Mestalla                | 49.677                                      | Valencia                                   | Spagna               | Valencia CF                                                                            | 1923             |                |
| 71   |  | HDI-Arena                          | 49.200                                      | Hannover                                   | Germania             | Hannover 96                                                                            | 1954             |                |
| 72   |  | Stadium of Light                   | 48.707                                      | Sunderland                                 | Regno Unito          | Sunderland                                                                             | 1997             | 4              |
| 73   |  | Parc des Princes                   | 48.583                                      | Parigi                                     | Francia              | Paris Saint-Germain                                                                    | 1972             | 4              |
| 74   |  | Fenerbahçe Şükrü Saracoğlu         | 47.834                                      | Istanbul                                   | Turchia              | Fenerbahçe                                                                             | 1908             | 4              |
| 75   |  | Stadio Olimpico di Soči            | 44.287                                      | Soči                                       | Russia               | Soči                                                                                   | 2013             | 4              |
| 76   |  | Otkrytie Arena                     | 44.190                                      | Mosca                                      | Russia               | Spartak Mosca                                                                          | 2014             | 4              |
| 77   |  | Ramón Sánchez Pizjuán              | 43.883                                      | Siviglia                                   | Spagna               | Siviglia FC                                                                            | 1958             | 4              |
| 78   |  | Volgograd Arena                    | 43.713                                      | Volgograd                                  | Russia               | Rotor                                                                                  | 2018             | 4              |
| 79   |  | Stadion Energa Gdańsk              | 43.615                                      | Danzica                                    | Polonia              | Lechia Gdańsk                                                                          | 2011             | 4              |
| 80   |  | Stadio Nazionale Vasil Levski      | 43.632                                      | Sofia                                      | Bulgaria             | Nazionale di calcio della Bulgaria                                                     | 1953             | 4              |
| 81   |  | Páirc Uí Chaoimh                   | 43.500                                      | Cork                                       | Irlanda              | Cork GAA                                                                               | 1976             |                |
| 82   |  | Rostov Arena                       | 43.472                                      | Rostov sul Don                             | Russia               | FC Rostov                                                                              | 2017             | 4              |
| 83   |  | Stadio Nižnij Novgorod             | 43.319                                      | Nižnij Novgorod                            | Russia               | FC Volga                                                                               | 2018             | 4              |
| 84   |  | Stadion Miejski                    | 43.269                                      | Poznań                                     | Polonia              | Warta Poznań                                                                           | 1980             | 4              |
| 85   |  | Artemio Franchi                    | 43.147                                      | Firenze                                    | Italia               | Fiorentina                                                                             | 1931             |                |
| 86   |  | Ullevi                             | 43.000                                      | Göteborg                                   | Svezia               | Nazionale di calcio femminile della Svezia                                             | 1958             |                |
| 87   |  | Red Bull Arena                     | 42.959                                      | Lipsia                                     | Germania             | RB Leipzig                                                                             | 2004             | 4              |
| 88   |  | Kazan Arena                        | 42.873                                      | Kazan'                                     | Russia               | Rubin                                                                                  | 2013             | 4              |
| 89   |  | Stadion Miejski                    | 42.771                                      | Breslavia                                  | Polonia              | Śląsk Wrocław                                                                          | 2011             | 4              |
| 90   |  | Villa Park                         | 42.682                                      | Birmingham                                 | Regno Unito          | Aston Villa                                                                            | 1897             | 4              |
| 91   |  | Stadio Matmut-Atlantique           | 42.115                                      | Bordeaux                                   | Francia              | Bordeaux                                                                               | 2015             |                |
| 92   |  | Weserstadion                       | 42.100                                      | Brema                                      | Germania             | Werder Brema                                                                           | 1923             |                |
| 93   |  | Futbol'nyj stadion v Samare        | 41.970                                      | Samara                                     | Russia               | Kryl'ja Sovetov Samara                                                                 | 2017             | 4              |
| 94   |  | Stade Geoffroy-Guichard            | 41.965                                      | Saint-Étienne                              | Francia              | AS Saint-Étienne                                                                       | 1931             |                |
| 95   |  | Mordovia Arena                     | 41.685                                      | Saransk                                    | Russia               | FC Mordovija                                                                           | 2017             |                |
| 96   |  | Stamford Bridge                    | 41.631                                      | Londra                                     | Regno Unito          | Chelsea F.C.                                                                           | 1877             |                |
| 97   |  | Ramat Gan Stadium                  | 41.583                                      | Ramat Gan                                  | Israele              | Nazionale di calcio d'Israele                                                          | 1951             |                |
| 98   |  | Juventus Stadium                   | 41.507                                      | Torino                                     | Italia               | Juventus Football Club                                                                 | 2011             | 4              |
| 99   |  | Vodafone Arena                     | 41.188                                      | Istanbul                                   | Turchia              | Beşiktaş                                                                               | 2016             | 4              |
| 100  |  | Stadio Şenol Güneş                 | 40.782                                      | Trebisonda                                 | Turchia              | Trabzonspor                                                                            | 2015             |                |
| 101  |  | Stadio Via del Mare                | 40.670                                      | Lecce                                      | Italia               | Lecce                                                                                  | 1966             |                |
| 102  |  | Stadio Olimpico di Helsinki        | 40.600                                      | Helsinki                                   | Finlandia            | Nazionale di calcio della Finlandia                                                    | 1938             |                |
| 102  |  | RCDE Stadium                       | 40.500                                      | Cornellà de Llobregat El Prat de Llobregat | Spagna               | Espanyol                                                                               | 2009             | 4              |
| 103  |  | Stadio Metalist                    | 40.003                                      | Charkiv                                    | Ucraina              | Metalist Charkiv Metalist 1925                                                         | 1926             |                |
| 104  |  | Hillsborough Stadium               | 39.732                                      | Sheffield                                  | Regno Unito          | Sheffield Wednesday                                                                    | 1899             |                |
| 105  |  | Goodison Park                      | 39.572                                      | Liverpool                                  | Regno Unito          | Everton                                                                                | 1892             |                |
| 106  |  | Marcantonio Bentegodi              | 39.211                                      | Verona                                     | Italia               | Hellas Verona                                                                          | 1963             |                |
| 107  |  | San Filippo-Franco Scoglio         | 38.722                                      | Messina                                    | Italia               | FC Messina Messina                                                                     | 2004             |                |
| 108  |  | St. Jakob-Park                     | 38.512                                      | Basilea                                    | Svizzera             | Basilea                                                                                | 2001             | 4              |
| 109  |  | Félix-Bollaert                     | 38.223                                      | Lens                                       | Francia              | Lens                                                                                   | 1932             |                |
| 110  |  | La Beaujoire                       | 38.128                                      | Nantes                                     | Francia              | FC Nantes                                                                              | 1984             |                |
| 111  |  | Telia Parken                       | 38.065                                      | Copenaghen                                 | Danimarca            | Nazionale di calcio della Danimarca F.C. Copenhagen                                    | 1992             | 4              |
| 112  |  | McHale Park                        | 38.000                                      | Castlebar                                  | Irlanda              | Mayo GAA                                                                               | 1931             |                |
| 113  |  | Elland Road                        | 37.890                                      | Leeds                                      | Regno Unito          | Leeds United                                                                           | 1897             |                |
| 114  |  | Stadio Nazionale di Jamor          | 37.593                                      | Oeiras                                     | Portogallo           | finale della Coppa di Portogallo                                                       | 1944             |                |
| 115  |  | Arechi                             | 37.500                                      | Salerno                                    | Italia               | Salernitana                                                                            | 1991             |                |
| 116  |  | Stadio Asim Ferhatović Hase        | 37.500                                      | Sarajevo                                   | Bosnia ed Erzegovina | FK Sarajevo                                                                            | 1947             |                |
| 117  |  | Luigi Ferraris                     | 36.599                                      | Genova                                     | Italia               | Genoa Sampdoria                                                                        | 1911             | 3              |
| 118  |  | Renato Dall'Ara                    | 36.462                                      | Bologna                                    | Italia               | Bologna                                                                                | 1927             |                |
| 119  |  | Renzo Barbera                      | 36.365                                      | Palermo                                    | Italia               | Palermo                                                                                | 1932             | 3              |
| 120  |  | St. Tiernach's Park                | 36.000                                      | Monaghan                                   | Irlanda              | Monaghan GAA                                                                           | 1944             |                |
| 121  |  | Parc Olympique Lyonnais            | 35.759                                      | Lione                                      | Francia              | Lione                                                                                  | 1913             |                |
| 122  |  | Allianz Riviera                    | 35.624                                      | Nizza                                      | Francia              | Nizza                                                                                  | 2013             |                |
| 123  |  | Gaziantep Arena                    | 35.558                                      | Gaziantep                                  | Turchia              | Gaziantepspor                                                                          | 2017             | 4              |
| 124  |  | Stadio Maksimir                    | 35.123                                      | Zagabria                                   | Croazia              | Dinamo Zagabria Nazionale di calcio della Croazia                                      | 1912             | 4              |
| 125  |  | Philips Stadion                    | 35.000                                      | Eindhoven                                  | Paesi Bassi          | Philips Sport Vereniging                                                               | 1913             | 4              |
| 126  |  | New Eskisehir Stadium              | 34.930                                      | Eskişehir                                  | Turchia              | Eskisehirspor                                                                          | 2016             | 4              |
| 127  |  | Arena L'viv                        | 34.915                                      | Leopoli                                    | Ucraina              | Futbol'nyj Klub L'viv Futbol'nyj Klub Ruch L'viv                                       | 2011             |                |
| 128  |  | Jacques Chaban-Delmas              | 34.694                                      | Bordeaux                                   | Francia              | Union Bordeaux Bègles                                                                  | 1924             |                |
| 129  |  | Samsun Stadium                     | 34.658                                      | Samsun                                     | Turchia              | Samsunspor                                                                             | 2017             |                |
| 130  |  | La Romareda                        | 34.596                                      | Saragozza                                  | Spagna               | Real Saragozza                                                                         | 1957             |                |
| 131  |  | Grotenburg Stadion                 | 34.500                                      | Krefeld                                    | Germania             | KFC Uerdingen 05                                                                       | 1927             |                |
| 132  |  | Stadio di Poljud                   | 34.198                                      | Spalato                                    | Croazia              | Hajduk Spalato                                                                         | 1979             | 4              |
| 133  |  | Stadio Čornomorec'                 | 34.164                                      | Odessa                                     | Ucraina              | Čornomorec' Odessa                                                                     | 2011             | 4              |
| 134  |  | Riverside Stadium                  | 34.000                                      | Middlesbrough                              | Regno Unito          | Middlesbrough                                                                          | 1995             |                |
| 135  |  | Pearse Stadium                     | 34.000                                      | Salthill                                   | Irlanda              | Galway GAA                                                                             | 1957             |                |
| 136  |  | Manuel Martínez Valero             | 33.732                                      | Elche                                      | Spagna               | Elche CF                                                                               | 1976             | 4              |
| 137  |  | Pride Park Stadium                 | 33.597                                      | Derby                                      | Regno Unito          | Derby County                                                                           | 1997             |                |
| 138  |  | Toše Proeski Arena                 | 33.460                                      | Skopje                                     | Macedonia del Nord   | Vardar Rabotnicki Macedonia del Nord                                                   | 1947             | 4              |
| 139  |  | Stadio Karaiskákis                 | 33.334                                      | Atene                                      | Grecia               | Olympiacos                                                                             | 2004             | 4              |
| 140  |  | Stadion Miejski                    | 33.326                                      | Cracovia                                   | Polonia              | Wisła Kraków                                                                           | 1953             | 4              |
| 141  |  | Opel Arena                         | 33.305                                      | Magonza                                    | Germania             | Mainz 05                                                                               | 2011             |                |
| 142  |  | Cardiff City Stadium               | 33.280                                      | Cardiff                                    | Regno Unito          | Cardiff City                                                                           | 2009             | 4              |
| 143  |  | Municipal                          | 33.150                                      | Tolosa                                     | Francia              | Tolosa FC Stade Toulousain                                                             | 1937             |                |
| 144  |  | Stadio Metallurg (Samara)          | 33.001                                      | Samara                                     | Russia               | Kryl'ja Sovetov Samara                                                                 | 1957             |                |
| 145  |  | Krasnodar Stadium                  | 33.000                                      | Krasnodar                                  | Russia               | Krasnodar                                                                              | 2016             |                |
| 146  |  | Stadio Dan Păltinișanu             | 32.972                                      | Timișoara                                  | Romania              | Fotbal Club Timișoara                                                                  | 1964             |                |
| 147  |  | Stadion Tivoli                     | 32.960                                      | Aquisgrana                                 | Germania             | Alemannia Aachen                                                                       | 2009             |                |
| 148  |  | Stade de la Mosson                 | 32.939                                      | Montpellier                                | Francia              | Montpellier                                                                            | 1972             |                |
| 149  |  | Stadio Kadir Has                   | 32.864                                      | Cesarea in Cappadocia                      | Turchia              | Kayserispor Kulübü Kayseri Erciyesspor                                                 | 2009             | 4              |
| 150  |  | Estádio Municipal de Aveiro        | 32.830                                      | Aveiro                                     | Portogallo           | SC Beira-Mar                                                                           | 2003             | 4              |
| 151  |  | Stadio Partizan                    | 32.710                                      | Belgrado                                   | Serbia               | Partizan                                                                               | 1949             |                |
| 152  |  | Estadio Municipal de Riazor        | 32.660                                      | La Coruña                                  | Spagna               | Deportivo La Coruña                                                                    | 1940             |                |
| 153  |  | Bramall Lane                       | 32.609                                      | Sheffield                                  | Regno Unito          | Sheffield United                                                                       | 1855             |                |
| 154  |  | Ricoh Arena                        | 32.609                                      | Coventry                                   | Regno Unito          | Coventry City Wasps                                                                    | 2005             | 4              |
| 155  |  | Antalya Arena                      | 32.539                                      | Adalia                                     | Turchia              | Antalyaspor                                                                            | 2015             | 4              |
| 156  |  | St Mary's Stadium                  | 32.505                                      | Southampton                                | Regno Unito          | Southampton F.C.                                                                       | 2001             | 4              |
| 157  |  | Respublikanskij stadion Spartak    | 32.464                                      | Vladikavkaz                                | Russia               | Alania Vladikavkaz                                                                     | 1962             |                |
| 158  |  | Estadio de Gran Canaria            | 32.392                                      | Las Palmas de Gran Canaria                 | Spagna               | UD Las Palmas                                                                          | 2003             |                |
| 159  |  | King Power Stadium                 | 32.312                                      | Leicester                                  | Regno Unito          | Leicester City                                                                         | 2002             | 4              |
| 160  |  | Rudolf-Harbig-Stadion              | 32.085                                      | Dresda                                     | Germania             | Dinamo Dresda                                                                          | 1923             |                |
| 161  |  | Molineux Stadium                   | 32.050                                      | Wolverhampton                              | Regno Unito          | Wolverhampton Wanderers                                                                | 1889             |                |
| 162  |  | Hypo-Arena                         | 32.000                                      | Klagenfurt                                 | Austria              | SK Austria Kärnten                                                                     | 2007             |                |
| 163  |  | Casement Park                      | 32.000                                      | Belfast                                    | Regno Unito          | Antrim GAA                                                                             | 1953             |                |
| 164  |  | Kingspan Breffni Park              | 32.000                                      | Cavan                                      | Irlanda              | Cavan GAA                                                                              | 1923             |                |
| 165  |  | Stade de Suisse                    | 32.000                                      | Berna                                      | Svizzera             | Young Boys                                                                             | 2005             |                |
| 166  |  | Paris La Défense Arena             | 32.000                                      | Nanterre                                   | Francia              | Racing 92                                                                              | 2017             |                |
| 167  |  | Pepsi Arena                        | 31.800                                      | Varsavia                                   | Polonia              | Legia Varsavia                                                                         | 1930             | 4              |
| 168  |  | Tsentralnyi Profsoyuz Stadion      | 31.793                                      | Voronež                                    | Russia               | Futbol'nyj Klub Fakel Voronež                                                          | 1930             |                |
| 169  |  | Stadio Teddy Kollek                | 31.733                                      | Gerusalemme                                | Israele              | Beitar Gerusalemme Hapoel Gerusalemme Hapoel Katamon G.                                | 1991             | 4              |
| 170  |  | Shakhtar Stadium                   | 31.718                                      | Donec'k                                    | Ucraina              | Metalurg Donetsk                                                                       | 1936             |                |
| 171  |  | Schauinsland-Reisen-Arena          | 31.500                                      | Duisburg                                   | Germania             | Duisburg                                                                               | 2004             |                |
| 172  |  | Ewood Park                         | 31.367                                      | Blackburn                                  | Regno Unito          | Blackburn                                                                              | 1882             |                |
| 173  |  | Stadio Nueva Condomina             | 31.179                                      | Murcia                                     | Spagna               | Real Murcia                                                                            | 2006             |                |
| 174  |  | Dnipro Arena                       | 31.003                                      | Dnipro                                     | Ucraina              | Dnipro-1                                                                               | 2008             |                |
| 175  |  | Stadionul Ion Oblemenco            | 30.983                                      | Craiova                                    | Romania              | Universitatea Craiova                                                                  | 2017             | 4              |
| 176  |  | Stadio Sammy Ofer                  | 30.780                                      | Haifa                                      | Israele              | Maccabi Haifa Hapoel Haifa                                                             | 2014             | 4              |
| 177  |  | American Express Community Stadium | 30.750                                      | Brighton                                   | Regno Unito          | Brighton                                                                               | 2011             |                |
| 178  |  | WWK Arena                          | 30.660                                      | Augusta                                    | Germania             | Augsburg                                                                               | 2009             |                |
| 179  |  | Stadio Carlos Tartiere             | 30.500                                      | Oviedo                                     | Spagna               | Real Oviedo                                                                            | 2000             |                |
| 180  |  | Stadium MK                         | 30.500                                      | Milton Keynes                              | Regno Unito          | MK Dons                                                                                | 2007             |                |
| 181  |  | The City Ground                    | 30.445                                      | Nottingham                                 | Regno Unito          | Nottingham Forest                                                                      | 1898             |                |
| 182  |  | Tele2 Arena                        | 30.370                                      | Stoccolma                                  | Svezia               | Djurgårdens IF Hammarby IF                                                             | 2013             |                |
| 183  |  | Portman Road                       | 30.311                                      | Ipswich                                    | Regno Unito          | Ipswich Town                                                                           | 1884             |                |
| 184  |  | Estádio Algarve                    | 30.305                                      | Faro                                       | Portogallo           | Sporting Clube Farense Louletano Desportos Clube                                       | 2004             | 4              |
| 185  |  | Estádio Municipal de Braga         | 30.286                                      | Braga                                      | Portogallo           | SC Braga                                                                               | 2003             | 4              |
| 186  |  | BayArena                           | 30.210                                      | Leverkusen                                 | Germania             | Bayer Leverkusen                                                                       | 1958             |                |
| 187  |  | Cluj Arena                         | 30.201                                      | Cluj Napoca                                | Romania              | U Cluj                                                                                 | 2011             | 4              |
| 188  |  | Red Bull Arena                     | 30.188                                      | Salisburgo                                 | Austria              | Red Bull Salisburgo                                                                    | 2003             |                |
| 189  |  | PreZero Arena                      | 30.150                                      | Sinsheim                                   | Germania             | 1899 Hoffenheim                                                                        | 2009             |                |
| 190  |  | Stadio Centrale di Kazan'          | 30.133                                      | Kazan'                                     | Russia               |                                                                                        | 1960             |                |
| 191  |  | Stade de Genève                    | 30.084                                      | Ginevra                                    | Svizzera             | Servette                                                                               | 2003             |                |
| 192  |  | Estadio La Rosaleda                | 30.044                                      | Malaga                                     | Spagna               | Málaga CF                                                                              | 1941             |                |
| 193  |  | Stade Maurice Dufrasne             | 30.023                                      | Liegi                                      | Belgio               | Standard Liegi                                                                         | 1909             |                |
| 194  |  | St Andrew's                        | 30.009                                      | Birmingham                                 | Regno Unito          | Birmingham City                                                                        | 1906             |                |
| 195  |  | Volkswagen Arena                   | 30.000                                      | Wolfsburg                                  | Germania             | Wolfsburg                                                                              | 2002             |                |
| 196  |  | Arena CSKA                         | 30.000                                      | Mosca                                      | Russia               | PFK CSKA Mosca                                                                         | 2016             | 4              |
| 197  |  | Estádio D. Afonso Henriques        | 30.000                                      | Guimarães                                  | Portogallo           | Vitória SC                                                                             | 1999             |                |
| 198  |  | Stadio Olimpico Grande Torino      | 28.177                                      | Torino                                     | Italia               | Torino FC                                                                              | 1933             |                |
| 199  |  | Stadio Friuli                      | 25.132                                      | Udine                                      | Italia               | Udinese                                                                                | 1976             |                |
| 200  |  | Arena Kombëtare                    | 25.000                                      | Tirana                                     | Albania              | Nazionale di calcio dell'Albania Partizani Tirana Dinamo Tirana                        | 2019             | 4              |

## Impianti demoliti o dismessi
| Stadio                                                       | Capienza     | Città            | Nazione     | Ex Squadra/e                                                                                             | Chiusura      |
| ------------------------------------------------------------ | ------------ | ---------------- | ----------- | --- | ------------- |
| Velký Strahovský Stadion                                     | 220.000      | Praga            | Rep. Ceca   | eventi extra-calcistici (il campo misura 310,5 x 202,5 m; è il centro di allenamento dello Sparta Praga) | Anni 1990     |
| Zentralstadion (1956-1997)                                   | 100.000      | Lipsia           | Germania    | Lokomotiv Lipsia                                                                                         | 1997          |
| White City Stadium                                           | 93.000       | Londra           | Regno Unito | Giochi olimpici estivi del 1908, Giochi dell'Impero Britannico 1934, Queens Park Rangers                 | 1983          |
| Kirov Stadium                                                | 84.000       | San Pietroburgo  | Russia      | Zenit San Pietroburgo                                                                                    | 1992          |
| West Ham Stadium                                             | 83.000       | Londra           | Regno Unito | Speedway Hammers, Thames A.F.C.                                                                          | 1972          |
| Wembley Stadium (1923-2003)                                  | 82.000       | Londra           | Regno Unito | Nazionale di calcio dell'Inghilterra                                                                     | 2000          |
| Estádio da Luz (1954-2003)                                   | 120.000      | Lisbona          | Portogallo  | Benfica                                                                                                  | 2003          |
| Stadion Dziesięciolecia Manifestu Lipcowego                  | 71.008       | Varsavia         | Polonia     | Gwardia Warszawa, Legia Warszawa, Polonia Warszawa                                                       | 2008          |
| Colosseo                                                     | 50-75.000    | Roma             | Italia      | eventi extra-calcistici                                                                                  |               |
| Stadio delle Alpi                                            | 69.000       | Torino           | Italia      | Juventus, Torino                                                                                         | 2008          |
| Deutsches Stadion                                            | 64.000       | Berlino          | Germania    | Nazionale di calcio della Germania                                                                       | 1934          |
| Stadionul Naţional (1953-2008)                               | 60.120       | Bucarest         | Romania     | Nazionale di calcio della Romania                                                                        | 2008          |
| Station Road                                                 | 60.000       | Pendlebury       | Regno Unito | Swinton Lions                                                                                            | 1992          |
| Camp de Les Corts                                            | 60.000       | Barcellona       | Spagna      | Barcellona                                                                                               | 1957          |
| Puskás Ferenc Stadion                                        | 56.000       | Budapest         | Ungheria    | Nazionale di calcio dell'Ungheria                                                                        | 2017          |
| The Victoria Ground                                          | 56.000       | Stoke-on-Trent   | Regno Unito | Stoke City                                                                                               | 1997          |
| Stadio Vicente Calderón                                      | 54.581       | Madrid           | Spagna      | Atletico Madrid                                                                                          | 2017          |
| Rheinstadion                                                 | 54.000       | Düsseldorf       | Germania    | Fortuna Düsseldorf                                                                                       | 2005          |
| Cardiff Arms Park (1969-1984) - National Stadium (1984-1997) | 53.000       | Cardiff          | Regno Unito | Nazionale di rugby a 15 del Galles                                                                       | 1997          |
| Estádio José Alvalade (1956-2003)                            | 52.411       | Lisbona          | Portogallo  | Sporting CP                                                                                              | 2003          |
| Idrætsparken                                                 | 52.377       | Copenaghen       | Danimarca   | Nazionale di calcio della Danimarca                                                                      | 1990          |
| Cathkin Park                                                 | 50.000       | Glasgow          | Regno Unito | Queen's Park F.C.                                                                                        | 1967          |
| Celtic Park                                                  | 50.000       | Belfast          | Regno Unito | Belfast Celtic F.C.                                                                                      | Anni 1980     |
| Estádio das Antas                                            | 50.000       | Porto            | Portogallo  | Porto | 2004          |
| Stadio Nazionale                                             | 50.000       | Roma             | Italia      | Lazio, Roma                                                                                              | 1953          |
| Stadion Eden (1953)                                          | 50.000       | Praga            | Rep. Ceca   | Slavia Praga                                                                                             | 2006          |
| Stadion der Weltjugend                                       | 50.000       | Berlino          | Germania    | | 1992          |
| The Mount                                                    | 50.000       | Londra           | Regno Unito | Catford South End                                                                                        | Anni 1950     |
| Bank Street                                                  | 50.000       | Manchester       | Regno Unito | Manchester United                                                                                        | 1910          |
| Stadion Za Lužánkami                                         | 50.000       | Brno             | Rep. Ceca   | 1. FC Brno                                                                                               |               |
| Lansdowne Road                                               | 49.000       | Dublino          | Irlanda     | Nazionale di calcio dell'Irlanda, Nazionale di rugby a 15 dell'Irlanda                                   | 2007          |
| Parkstadion                                                  | 45.067       | Gelsenkirchen    | Germania    | Schalke 04                                                                                               | 2001          |
| Stadio di Olimpia                                            | 45.000       | Olimpia          | Grecia      | Giochi olimpici antichi                                                                                  | V secolo a.C. |
| Stadio de Sarriá                                             | 43.667       | Barcellona       | Spagna      | Espanyol                                                                                                 | 1997          |
| Fartown Ground                                               | 40.000 circa | Huddersfield     | Regno Unito | Huddersfield Giants                                                                                      | 2004          |
| Stadio Sant'Elia                                             | 40.000       | Cagliari         | Italia      | Cagliari                                                                                                 | 2017          |
| Hyde Road                                                    | 40.000       | Manchester       | Regno Unito | Manchester City                                                                                          | 1923          |
| Grugastadion                                                 | 40.000       | Essen            | Germania    | | 2001          |
| Stadio Partenopeo                                            | 40.000       | Napoli           | Italia      | Napoli                                                                                                   | 1942          |
| Anfiteatro campano                                           | 40.000       | Capua antica     | Italia      | | 456           |
| Arsenal Stadium                                              | 38.000       | Londra           | Regno Unito | Arsenal                                                                                                  | 2006          |
| St. Jakob Stadium                                            | 36.800       | Basilea          | Svizzera    | Basilea                                                                                                  | 1998          |
| Goldstone Ground                                             | 36.747       | Brighton & Hove  | Regno Unito | Brighton & Hove Albion F.C.                                                                              | 1997          |
| Råsunda                                                      | 36.608       | Solna, Stoccolma | Svezia      | AIK, Nazionale di calcio della Svezia                                                                    | 2012          |
| White Hart Lane                                              | 36.257       | Londra           | Regno Unito | Tottenham Hotspur                                                                                        | 2017          |
| Estadio Metropolitano de Madrid                              | 35.800       | Madrid           | Spagna      | Atlético Madrid                                                                                          | 1966          |
| Boleyn Ground                                                | 35.303       | Londra           | Regno Unito | West Ham United                                                                                          | 2017          |
| Stadion am Gesundbrunnen                                     | 35.239       | Berlino          | Germania    | Hertha Berlino                                                                                           | 1974          |
| Maine Road                                                   | 35.150       | Manchester       | Regno Unito | Manchester City                                                                                          | 2003          |
| Yuri Gagarin Stadium                                         | 35.000       | Varna            | Bulgaria    | Spartak Varna                                                                                            | 2007          |
| Bökelbergstadion                                             | 34.500       | Mönchengladbach  | Germania    | Borussia Mönchengladbach                                                                                 | 2004          |
| Estádio D. Afonso Henriques (1965)                           | 33.000       | Guimarães        | Portogallo  | Vitória S.C.                                                                                             | 2004          |
| BJK İnönü                                                    | 32.145       | Istanbul         | Turchia     | Beşiktaş                                                                                                 | 2016          |
| Olympisch Stadion                                            | 31.600       | Amsterdam        | Paesi Bassi | Ajax, Phanos                                                                                             | 1996          |
| Wedaustadion                                                 | 30.112       | Duisburg         | Germania    | Duisburg                                                                                                 | 2003          |
| Empire Stadium                                               | 30.000       | Gżira            | Malta       | Nazionale di calcio di Malta                                                                             | 1981          |
| Muntz Street                                                 | 30.000       | Birmingham       | Regno Unito | Small Heath                                                                                              | 1907          |
| Roker Park                                                   | 30.000       | Sunderland       | Regno Unito | Sunderland                                                                                               | 1997          |
| Stade Richter                                                | 30.000       | Montpellier      | Francia     | Montpellier                                                                                              | 1990          |
| Stadio Filadelfia                                            | 30.000       | Torino           | Italia      | Torino                                                                                                   | 1998          |
| Stadionul Municipal (1923)                                   | 30.000       | Brașov           | Romania     | | 2008          |
| Stadio di Domiziano                                          | 30.000       | Roma             | Italia      | | 577           |
| Qemal Stafa                                                  | 13.000       | Tirana           | Albania     | KF Tirana; KF Partizani; Dinamo Tirana                                                                   | 2016          |
| Stadio Velodromo Libertas                                    | 10.000       | Firenze          | Italia      | Libertas; ACF Fiorentina                                                                                 | 1931          |
| Stadio Ranchibile                                            | 10.000 c.    | Palermo          | Italia      | Palermo Football Club                                                                                    | 1932          |